# Constanze Priester

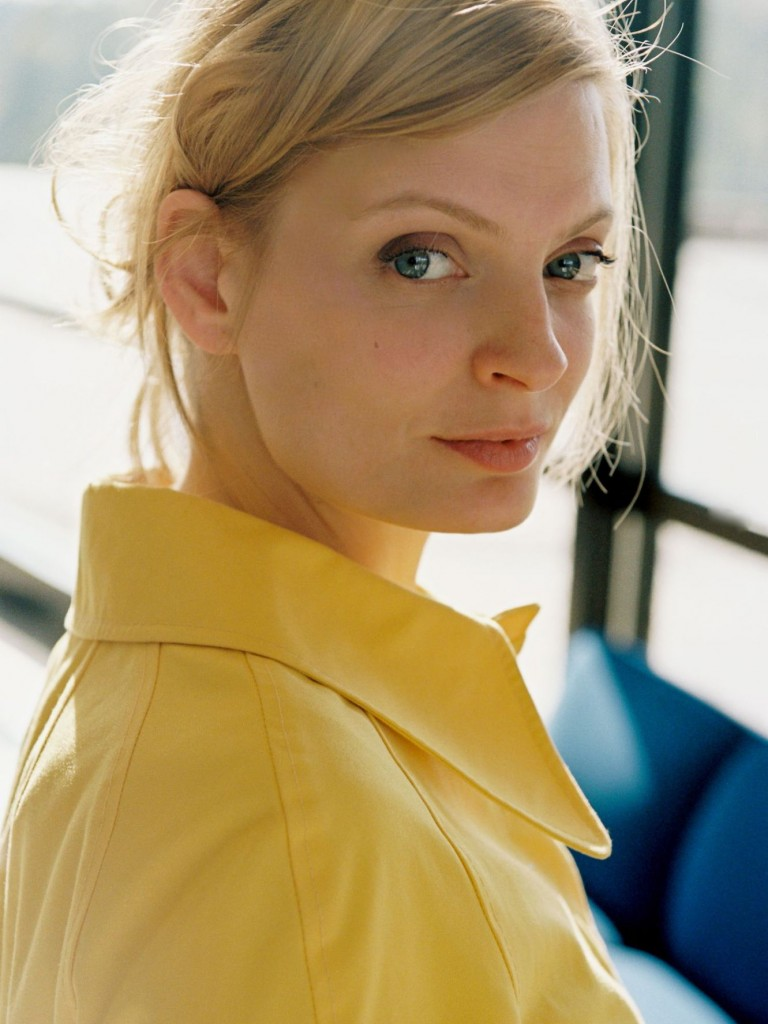
Constanze Priester, 2012

Constanze Priester (* 14. Juni 1977 in Münster) ist eine deutsche Schauspielerin.

## Karriere
Nach ihrer Ausbildung an der Schauspielschule der Theaterwerkstatt Mainz stand sie beim Mainzer Staatstheater, der Freien Bühne Düsseldorf, am Thalia Theater in Hamburg und im Berliner Grips-Theater auf der Bühne.
Daneben wirkte sie in verschiedenen TV-Serien (Verbotene Liebe, Familie Heinz Becker, SOKO Köln und 2005 bis 2006 in Hinter Gittern – Der Frauenknast ) mit.
Priester ist Teil der von ihr mitgegründeten Band „Gymnastik-Priester-Sisters“, der weitere Part besteht aus ihrer Kollegin und Schwester im Geiste Nadja Petri. Beide schlüpfen in ihren Bühnenshows teils in skurrile Rollen und beziehen das Publikum in ihren Vortrag mit ein.
Die Schauspielerin lebt mit ihrer Tochter in Berlin.

## Filmografie
- 2002 Flying Bullet (Musikvideo)
- 2004: Familie Heinz Becker (Fernsehserie, Folge 07x05 Oben links die 4)
- 2004: Verbotene Liebe (Fernsehserie, 6 Folgen)
- 2004: Der Coach (Kurzfilm)
- 2005: Unter freiem Himmel (Kurzfilm)
- 2005–2006: Hinter Gittern – Der Frauenknast (Fernsehserie, 35 Folgen)
- 2009: Viva la Scusa (Kurzfilm)
- 2011: Tatort: Mauerpark
- 2011: Keinschoenerland (Kurzfilm)
- 2012: Aktenzeichen XY … ungelöst

## Theater
- 2004: Menschenzoo – Thalia Theater in Hamburg
- 2005: Das kalte Herz nach Wilhelm Hauff – Kampnagel, Hamburg
- 2011: Faust hat Hunger und verschluckt sich an einer Grete – Theater unterm Dach, Berlin